# Tweka
Tweka is een Nederlands modemerk en een modebedrijf dat heren- en dameszwemkleding ontwerpt, produceert en verkoopt. Het bedrijf heeft verkooppunten in Nederland, België en Duitsland. Het hoofdkantoor zetelt in Geesteren, Overijssel. In 2015 werd het bedrijf eigendom van de investeringsmaatschappij Antea.

## Geschiedenis
In 1915 werd de Geldropse Tricotagefabriek opgericht door de Joodse Jacques Andreas de Heer. In de jaren 20 was het voor de elite belangrijk om niet te bruin te worden, om zo het onderscheid met in de buitenlucht werkende arbeiders te benadrukken. Het design van badkleding werd daarop aangepast: lange broeken tot aan de enkels, shirts met lange mouwen en waar mogelijk uitgevoerd met een muts tegen de zon. Doordat de zwemkleding werd gemaakt van wol, veranderde het design in de jaren 20. Het tweedelige pak was te zwaar en zakte af door het gewicht van het water. Tweka ontwikkelde daarom een badpak uit één geheel, met kortere broekspijpen. Ook werd de export naar omringende landen opgestart: België, Duitsland, Indonesië en de Scandinavische landen.
Door toenemende verkoop en vraag naar badtextiel besloot de oprichter om begin jaren 30 van de twintigste eeuw een eigen merk badmode op de markt te brengen; hij noemde het oorspronkelijk Drieka maar het werd Tweka, afgeleid van de twee beginletters van de woorden kwaliteit en kleurechtheid. Eind 1931 werd de naam van het bedrijf nv Geldropsche Tricotfabrieken Tweka. Dat had anno 1934 ca 600 werknemers in dienst met onder meer een eigen muziekkorps en wielerclub. Begin 1942 was het met 430 werklieden (van wie 330 vrouw) veruit de grootste werkgever van Geldrop.

## Groei en neergang
Oprichter Jacques de Heer kwam om tijdens de Tweede Wereldoorlog, zijn zoon Loet volgde hem op en was tot 1975 directeur van Tweka. De naoorlogse wederopbouwperiode en industrialisatie leidde tot hernieuwde verdere groei met onder meer filiaalbedrijven te Someren (gemeente), Sint-Michielsgestel (plaats) en Meijel. Tot slot volgde een vierde in 1963 in Mechelen-aan-de-Maas. In 1968 volgde de samenwerking met United Holtex Mills uit Tilburg om gezamenlijk Tricot herenbovenkleding te gaan maken. Verdere expansie zorgde in 1972 voor opening van een atelier in Tunesië. De breierij en de daarmee verbonden ververij en drukkerij werden gesloten, nieuwe grondstoffen als nylon lycra deden hun intrede. De productie betrof rond 1990 90% badmode. In de jaren zeventig werd nog geprobeerd om het werk naar de mensen te brengen door de oprichting van kleine ateliers in plaatsen als Nieuwenhagen, Budel, Meijel en Sint-Michielsgestel. Vervolgens week men uit naar België om ten slotte vrijwel de gehele productie naar lagelonenlanden te verplaatsen. In Nuenen bleef een vestiging waar het maken van de prototypes en het snijden van de stof plaatsvindt. Rond 1990 werkten er in  Nuenen in het hoogseizoen 100 mensen, in Tunesië 350. Het grootste deel van de collecties wordt sinds begin 21ste eeuw geproduceerd in China.
Tweka werd in 1997 onderdeel van Van Heek-Tweka, waar ook de bedrijven L. ten Cate (het kleine 'zusje' van textielconcern Koninklijke Ten Cate) en Iduna onderdeel van uitmaakten. Tweka verhuisde naar Losser en de vestiging in Nuenen werd gesloten. Op 15 juli 2003 ging Van Heek-Tweka failliet vanwege de financiële problemen en het faillissement van dochter Iduna. Het merk Tweka kreeg een doorstart binnen het bedrijf L. ten Cate. In 2015 werd L. ten Cate overgenomen door investeringsmaatschappij Antea.